# Suzuki Intruder

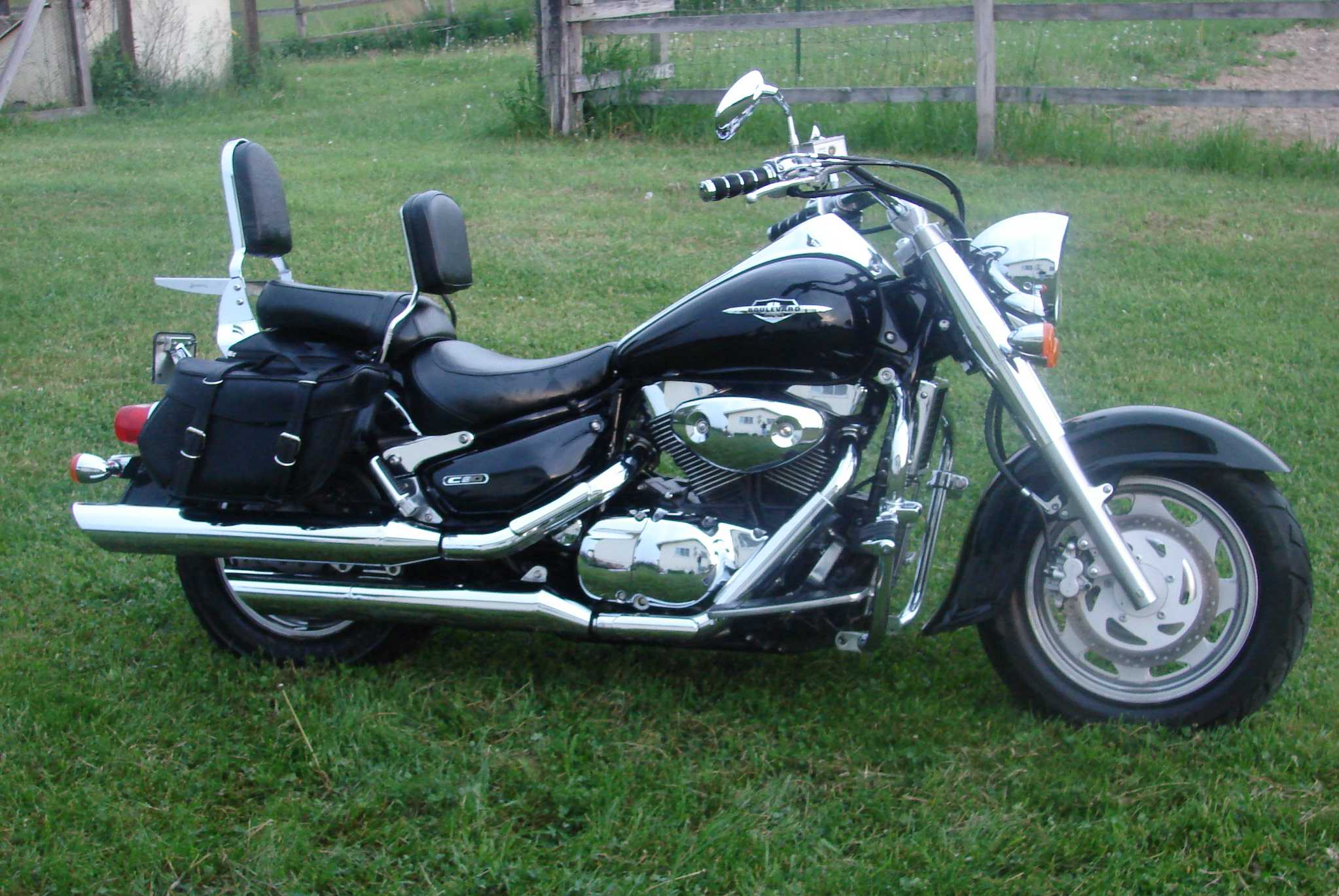
Suzuki Intruder

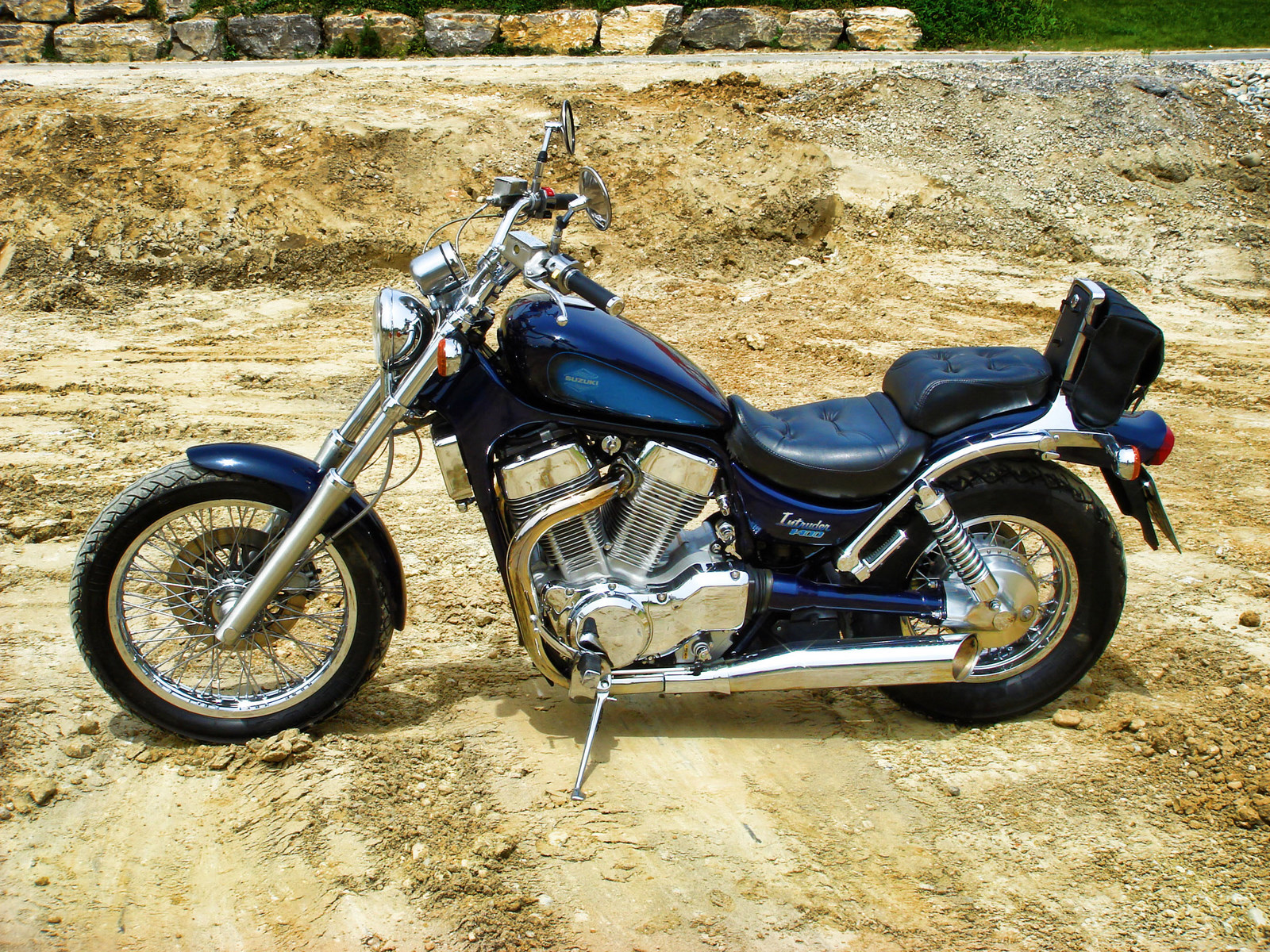
Suzuki VS1400 Intruder

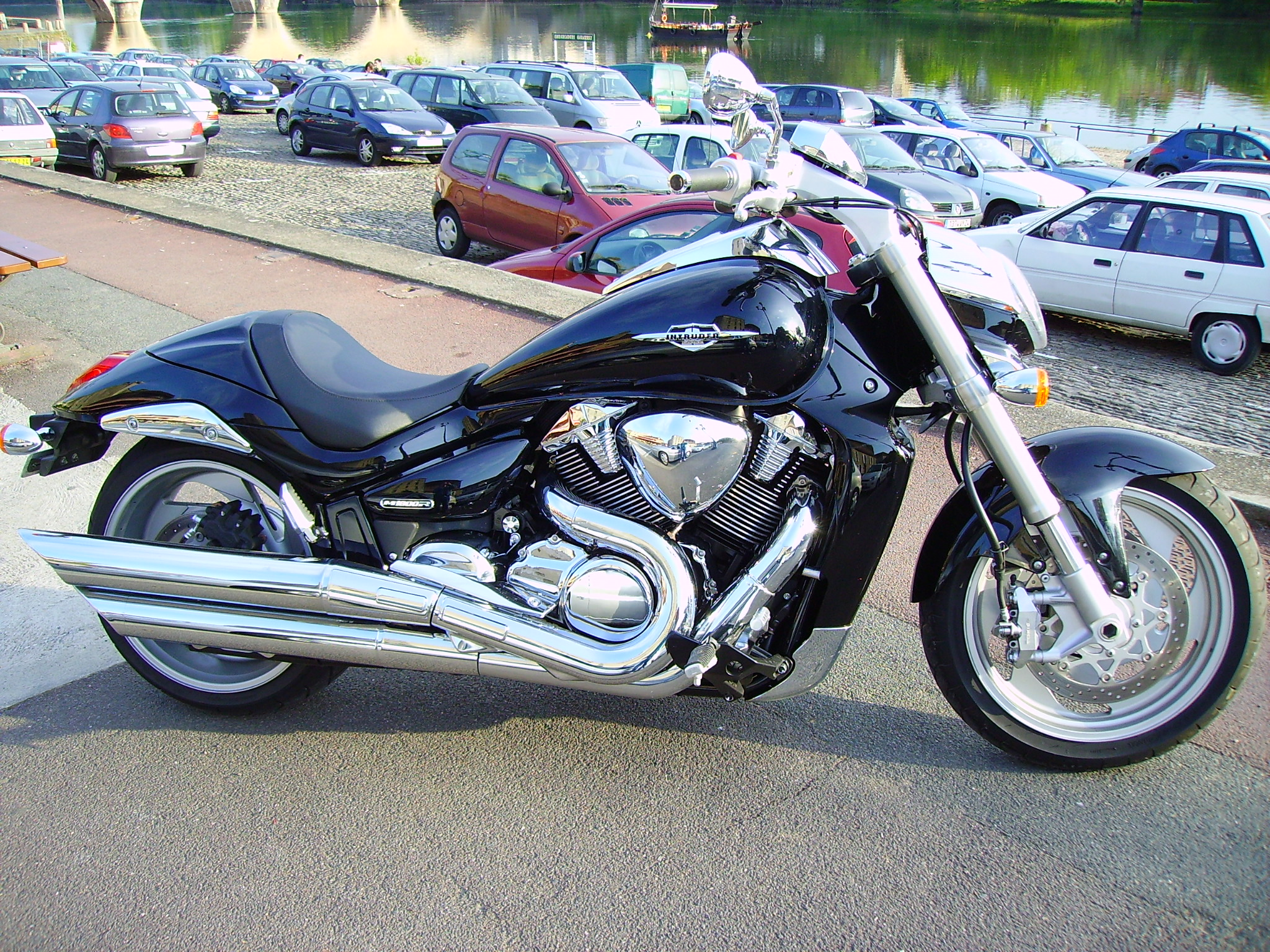
Suzuki M1800R Intruder

Suzuki Intruder (англ. "загарбник") - серія мотоциклів в стилі круізер, що випускалися японською компанією Suzuki з 1985 по 2005 роки. У 2005 році серії Intruder, Marauder та Desperado були об'єднані в одну серію Boulevard. В Європі назва Intruder далі використовується для позначення мотоциклів серії Boulevard.

## Опис
Suzuki Intruder - круїзери з чотиритактними двигунами v-twin об'ємом 399, 599, 699, 747, 805 і 1360 см3, з водяним охолодженням (1360 - повітряно-масляне), з окремим карбюратором Mikuni на кожен циліндр. Трансмісія - багатодискове зчеплення в масляній ванні, з гідравлічним приводом, 5-ступінчаста механічна КПП постійного зачеплення, карданний привід. Гальма - однодискові двопоршневі на передньому колесі (диск зліва на моделях 1985-1987 років і праворуч на пізніших), барабанні на задньому, крім версії 1400 (на ній однодискові). Підвіска - телескопічна передня вилка і задній маятник на двох амортизаторах.

## Історія
Історично першою моделлю серії був Intruder 750 з восьмиклапанним двигуном об'ємом 750 см3. Оскільки в США (одному з основних ринків збуту круїзерів в світі - вони складають до 60% всього американського попиту на мотоцикли) в той момент вже діяли ввізні мита на іноземні мотоцикли з двигунами понад 700 см3, об'єм "Інтрудера" був "урізаний" до 699 см3.
У 1987 році з'являється модель Intruder 1400 з шестиклапанним двигуном з повітряно-масляним охолодженням об'ємом 1360 см3 і чотириступінчастою (до - за різними джерелами - 1994 або 1997 року випуску) КПП. В даний момент випуск продовжується під ім'ям Boulevard S83.
У 1992 році модель 750 замінена моделлю 800, з восьмиклапанним двигуном об'ємом 805 см3.
У 1994 році починається випуск моделей 400 і 600 на рамі від моделі 800, але з двигунами 399 см3 і 599 см3 відповідно.

## Модельний ряд
- VS400 (з водяним охолодженням)
- VS600 (з водяним охолодженням)
- VS700 (з водяним охолодженням)
- VS750 (з водяним охолодженням)
- VS800 (з водяним охолодженням)
- VS1400 (з  повітряним/масляним охолодженням)
- VL1500 LC (з масляним охолодженням)

## Оцінка мотоцикла
- У 2006 році журнал Forbes назвав Suzuki Boulevard S83 найкращим міським мотоциклом.